# Luigi Albertini
Luigi Albertini (Ancona, 1871 — Roma, 1941) va ser un periodista i polític italià.
Des del 1896 treballà al Corriere della Sera, diari que dirigí de forma solvent entre 1900 i 1925 fins a convertir-lo en un dels referents europeus. El 1914 va ser investit senador càrrec des del qual s'oposà a la política de Giovanni Giolitti. Antifeixista declarat, va escriure Vent'anni di politica italiana.